# ノウルシ
ノウルシ(野漆、草䕡茹　学名:Euphorbia adenochlora)は、北海道から九州の河川敷や湿地に生育する高さ30 - 50センチメートルほどの多年草。和名の由来は、茎葉に傷をつけるとウルシ(漆)に似た白乳液が出ることからきている。有毒植物の一つ。

## 特徴

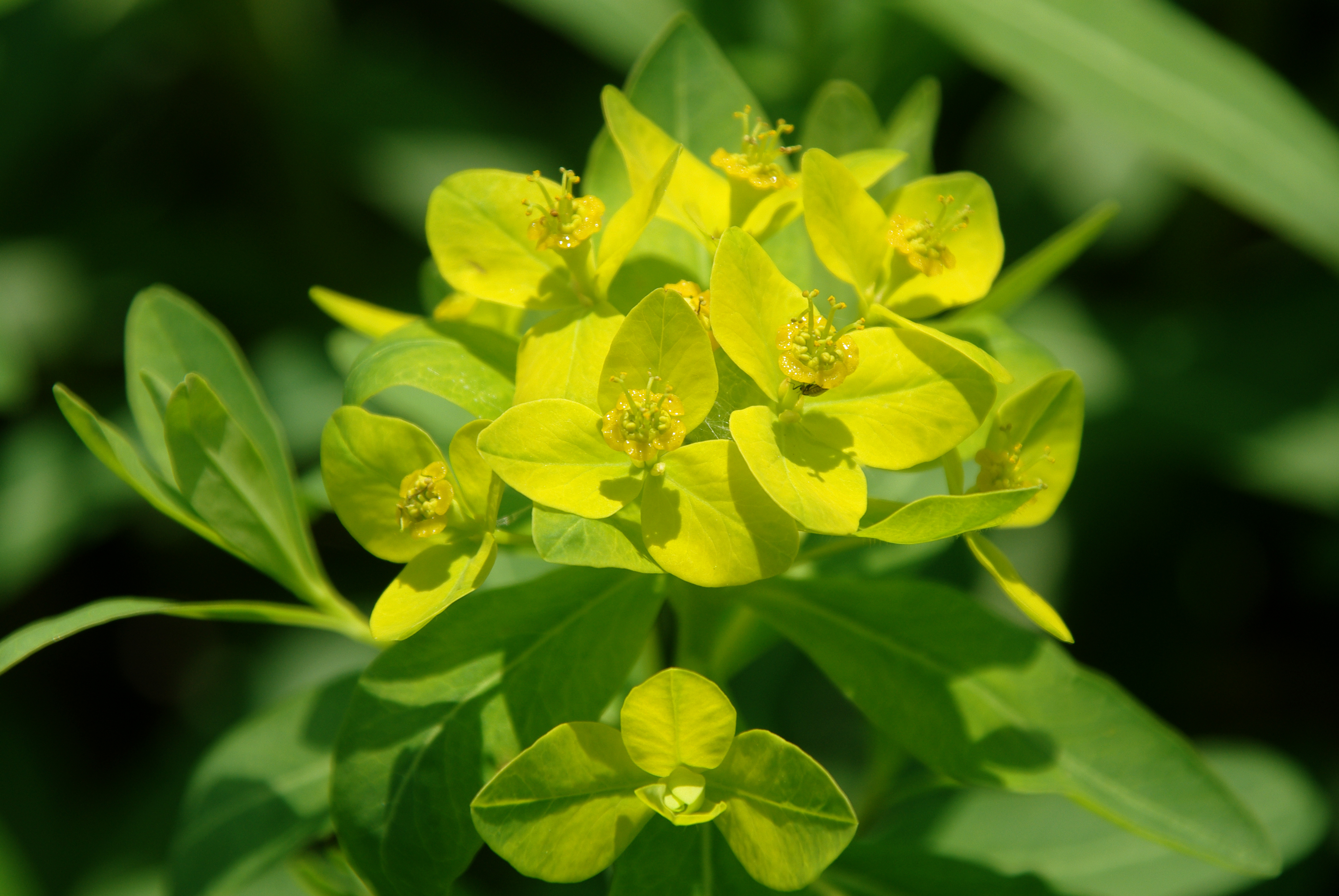
苞葉と花序

葉の形は、楕円形ないし披針形で縁に鋸歯（ギザ）はなく、生え方は、互生。茎先に輪生した5葉をつけ、その葉の脇から5本の散形枝を出し、その先に杯状に3つの総包片をつけ、各総苞片の腋から細枝を出し、その先に更に2つの黄色い苞葉を出し、またその腋から各々細枝を出し、花序という淡黄色の1本の雌蕊からなる雌花と1本の雄しべからなる多数の雄花が頂生する。1つの総苞の中に6つの所謂「花」が咲いているように見える。この黄色く花びらのように見える杯状の総苞の中に1つの雌花と多数の雄花が収まった様子を杯状花序という。果実(蒴果)には、イボ状の突起がある。

## 近縁種
よく似たものに、腺体の形がノウルシでは楕円形であるが、三日月形をしたセンダイタイゲキ(Euphorbia sendaica Makino)がある。
また、この植物の仲間には、蒴果が球形の(表面に突起のない)マルミノウルシ(Euphorbia ebracteolata Hayata) や深山に自生するハクサンタイゲキ(Euphorbia togakusensis Hayata)などがある。また、マルミノウルシは、別名をベニタイゲキといい、ハクサンタイゲキは、ミヤマノウルシ、オゼタイゲキ、オゼヌマタイゲキともいう。

## 保全状況評価
- 環境省第4次レッドリスト見直し(2013.2.1)

準絶滅危惧（NT）（環境省レッドリスト）
湿原や河川敷の減少などに伴い、存続基盤が脆弱な種となっている。
- 県版レッドデータブック(RDB)でも、ほとんどの東日本の都道県を始めとして、26の都道府県で準絶滅危惧種(NT)以上に指定している[3]。

## 群生地
- 滋賀県高島市新旭町の琵琶湖湖畔[4]

など

## 画像

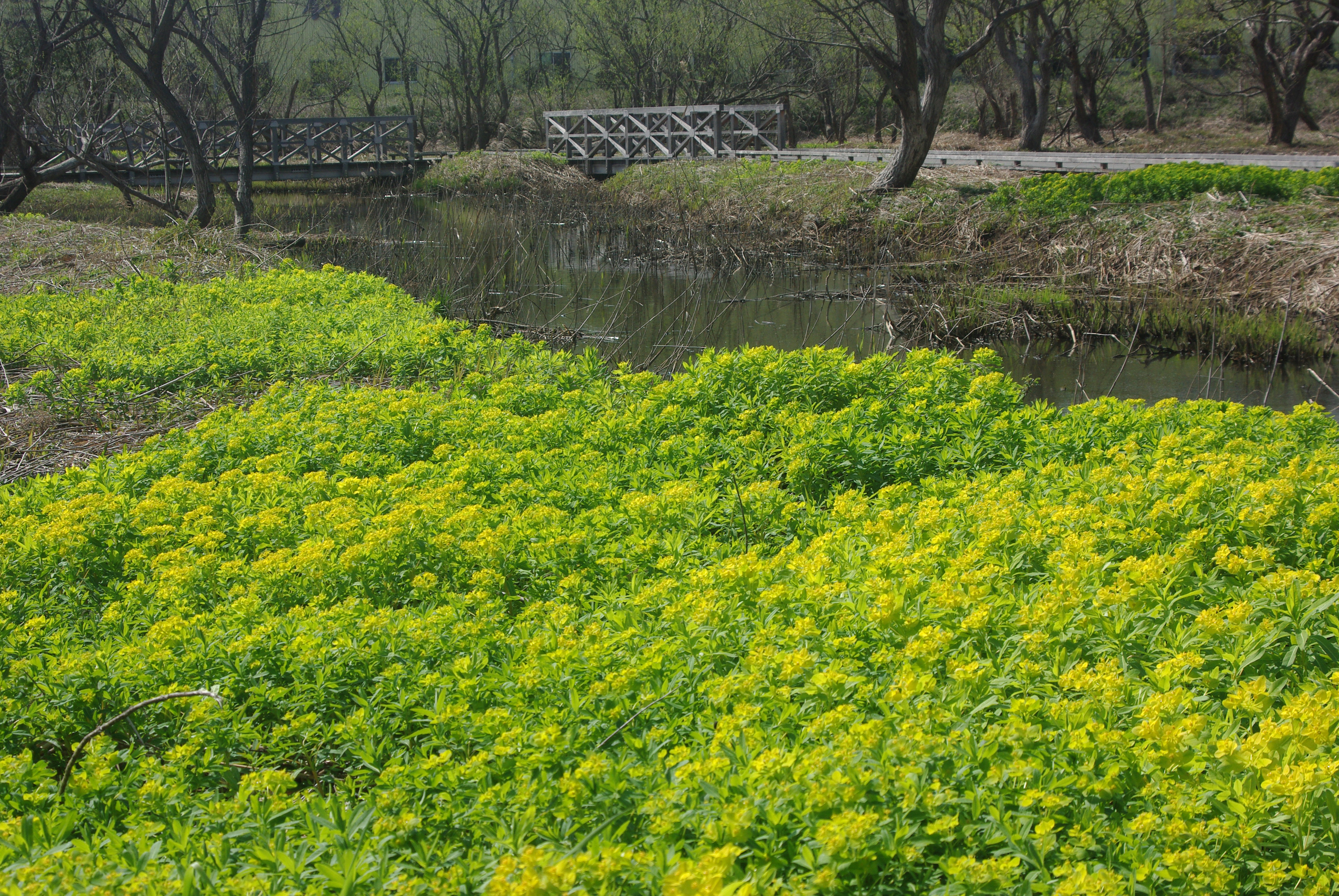
湿地に作られた群落
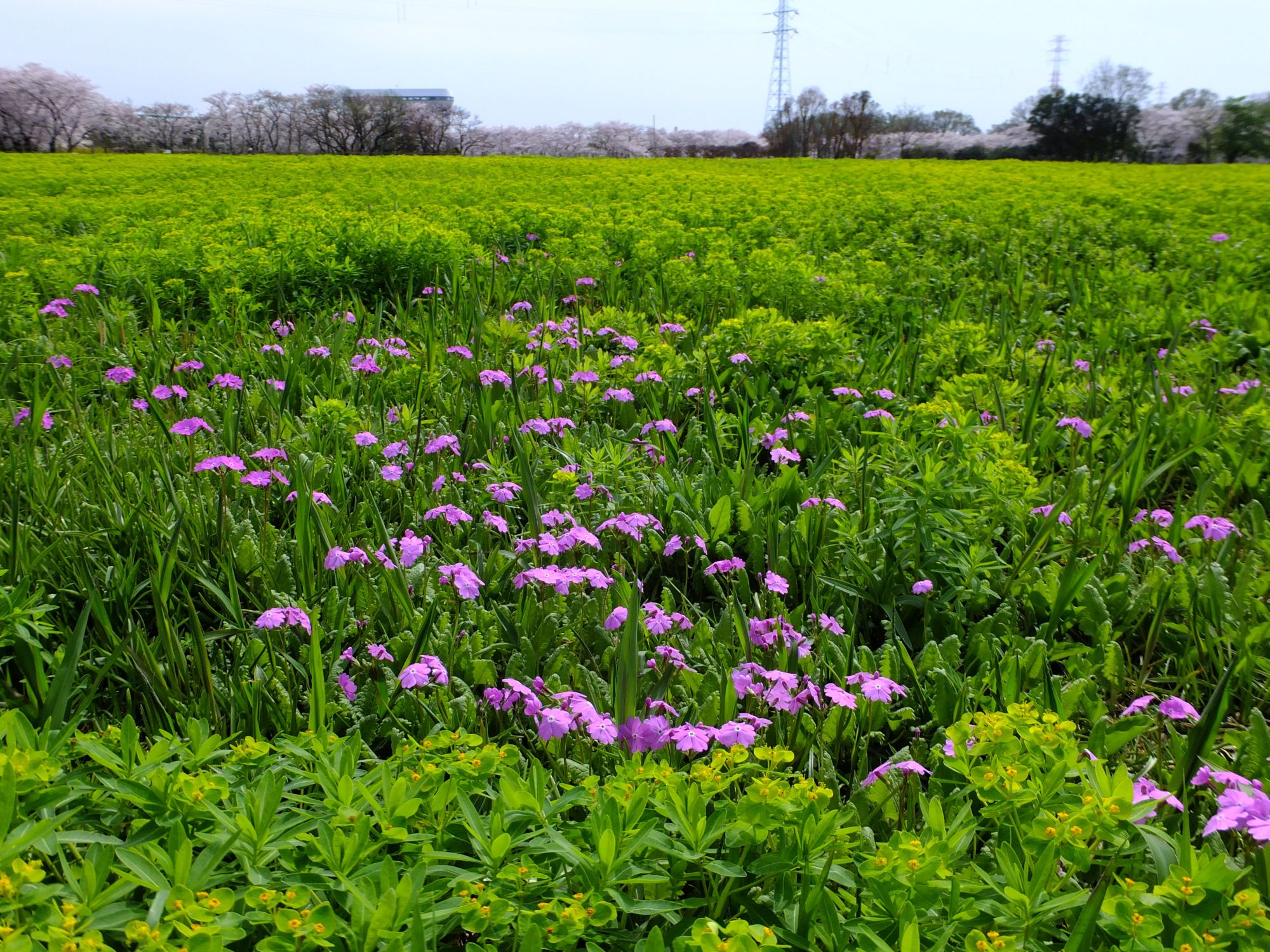
サクラソウに混じって群生するノウルシ。 田島ヶ原にて。